# Mystic (Connecticut)
Pour les articles homonymes, voir Mystic.
Mystic est une census-designated place du comté de New London dans le Connecticut.